# Roscoe (Pensilvania)
Roscoe es un borough ubicado en el condado de Washington en el estado estadounidense de Pensilvania. En el año 2000 tenía una población de 848 habitantes y una densidad poblacional de 1,682 personas por km².

## Geografía
Roscoe se encuentra ubicado en las coordenadas 40°4′43″N 79°51′55″O / 40.07861, -79.86528.

## Demografía
Según la Oficina del Censo en 2000 los ingresos medios por hogar en la localidad eran de $31,094 y los ingresos medios por familia eran $41,250. Los hombres tenían unos ingresos medios de $33,167 frente a los $23,529 para las mujeres. La renta per cápita para la localidad era de $17,508. Alrededor del 6.1% de la población estaba por debajo del umbral de pobreza.